# McKay Creek
Koordinaten: 77° 39′ S, 162° 45′ O
Der McKay Creek ist ein 250 m langer Schmelzwasserfluss im ostantarktischen Viktorialand. Im Taylor Valley fließt er vom Suess-Gletscher in ostnordöstlicher Richtung zum Tschadsee. 
Das Advisory Committee on Antarctic Names benannte ihn 1996 nach dem Planetologen Christopher P. McKay (* 1955) von der NASA, der ab 1982 limnologische Untersuchungen im Hoaresee vorgenommen und dabei Pionierarbeit auf dem Gebiet der Ganzjahresdatenaufnahme zur Ökologie in den Antarktischen Trockentälern geleistet hatte.